# Sainte-Croix-de-Quintillargues
Sainte-Croix-de-Quintillargues è un comune francese di 595 abitanti situato nel dipartimento dell'Hérault nella regione dell'Occitania.

## Società

### Evoluzione demografica
Abitanti censiti